# Тартуская область
Та́ртуская область — административно-территориальная единица Эстонской ССР, существовавшая в 1952—1953 годах.
Административный центр — город Тарту.
Тартуская область (наряду с Таллинской) была образована 8 апреля 1952 года в ходе эксперимента по введению областного деления внутри союзных республик Прибалтики. 10 мая 1952 года из западной части области, а также из части Таллинской области была создана Пярнуская область.
Область делилась на 13 районов: Антслаский, Валгаский, Вастселинаский, Выруский, Йыгеваский, Калластеский, Муствэский, Отепяский, Пыльваский, Пыльтсамаский, Ряпинаский, Тартуский и Эльваский.
Тартуская область располагалась в восточной и юго-восточной частях Эстонии, примыкая к Чудскому озеру. Год спустя эксперимент был признан неудачным и область упразднили (Указом Президиума Верховного Совета СССР от 28 апреля 1953 года).

## Руководство области

### Партийное руководство
- май 1952 по май 1953 1-й секретарь Тартуского областного комитета КП(б) — КП Эстонии — Айо, Генрих Якович